# Paasijärvi
Paasijärvi är en sjö i Finland. Den ligger i kommunen Nurmes i landskapet Norra Karelen, i den centrala delen av landet, 500 km nordost om huvudstaden Helsingfors. Paasijärvi ligger 210,6 meter över havet. Den är 10,8 meter djup. Arean är 52,2 hektar och strandlinjen är 6,08 kilometer lång. Sjön  ingår i Vuoksens huvudavrinningsområde. 